# Campeonato Europeu de Esportes Aquáticos de 1981
O Campeonato Europeu de Esportes Aquáticos de 1981 foi a 15ª edição do evento organizado pela Liga Europeia de Natação (LEN). A competição foi realizada entre os dias 4 e 12 de setembro de 1981, em Split na Iugoslávia‎. 

## Medalhistas

### Natação
Masculino
| Evento          | Ouro                                                                                         | Ouro     | Prata                                                                                 | Prata    | Bronze                                                                              | Bronze   |
| 100 m Livre     | Per Johansson · Suécia                                                                       | 50.55    | Jörg Woithe · Alemanha Oriental                                                       | 50.81    | Sergei Krasiuk · União Soviética                                                    | 50.91    |
| 200 m Livre     | Sergei Kopliakov · União Soviética                                                           | 1:51.23  | Michael Söderlund · Suécia                                                            | 1:51.62  | Thomas Lejdström · Suécia                                                           | 1:52.11  |
| 400 m Livre     | Borut Petrič · Iugoslávia                                                                    | 3:51.63  | Vladimir Salnikov · União Soviética                                                   | 3:51.77  | Darjan Petrič · Iugoslávia                                                          | 3:53.71  |
| 1500 m Livre    | Vladimir Salnikov · União Soviética                                                          | 15:09.17 | Borut Petrič · Iugoslávia                                                             | 15:17.31 | Rafael Escalas · Espanha                                                            | 15:17.93 |
| 100 m Costas    | Sándor Wladár · Hungria                                                                      | 56.72    | Vladimir Shemetov · União Soviética                                                   | 56.75    | Viktor Kuznetsov · União Soviética                                                  | 56.96    |
| 200 m Costas    | Sándor Wladár · Hungria                                                                      | 2:00.80  | Vladimir Shemetov · União Soviética                                                   | 2:01.32  | Frédéric Delcourt · França                                                          | 2:03.35  |
| 100 m Peito     | Yuri Kis · União Soviética                                                                   | 1:03.44  | Arsen Miskarov · União Soviética                                                      | 1:03.63  | Gerald Mörken · Alemanha Ocidental                                                  | 1:03.85  |
| 200 m Peito     | Robertas Žulpa · União Soviética                                                             | 2:16.15  | Arsen Miskarov · União Soviética                                                      | 2:18.08  | Adrian Moorhouse · Reino Unido                                                      | 2:18.14  |
| 100 m Borboleta | Alexei Markovski · União Soviética                                                           | 54.39    | Per Arvidsson · Suécia                                                                | 54.60    | Vadim Dombrovski · União Soviética                                                  | 55.00    |
| 200 m Borboleta | Michael Groß · Alemanha Ocidental                                                            | 1:59.19  | Phil Hubble · Reino Unido                                                             | 2:00.21  | Sergei Fesenko · União Soviética                                                    | 2:00.48  |
| 200 m Medley    | Aleksandr Sidorenko · União Soviética                                                        | 2:03.41  | Giovanni Franceschi · Itália                                                          | 2:04.97  | Josef Hladký · Tchecoslováquia                                                      | 2:06.15  |
| 400 m Medley    | Sergei Fesenko · União Soviética                                                             | 4:22.77  | Leszek Górski · Polónia                                                               | 4:23.62  | Giovanni Franceschi · Itália                                                        | 4:24.82  |
| 4x100 m Livre   | União Soviética · Vladimir Shemetov · Vladimir Salnikov · Aleksandr Chaev · Sergey Kopliakov | 3:21.48  | Suécia · Per Holmertz · Per Wikström · Lasse Lindqvist · Per Johansson                | 3:22.48  | Alemanha Ocidental · Peter Knust · Wilfried Kuhlem · Michael Groß · Andreas Schmidt | 3:22.67  |
| 4x200 m Livre   | União Soviética · Vladimir Shemetov · Vladimir Salnikov · Aleksandr Chaev · Sergey Kopliakov | 7:24.41  | Alemanha Ocidental · Michael Groß · Gerald Schlupp · Andreas Schmidt · Frank Wennmann | 7:25;22  | Suécia · Michael Söderlund · Per Wikström · Per-Alvar Magnusson · Thomas Lejdström  | 7:27.78  |
| 4x100 m Medley  | União Soviética · Viktor Kuznetsov · Yuriy Kis · Aleksey Markovsky · Sergey Krasyuk          | 3:44,23  | Suécia · Bengt Baron · Glen Christiansen · Pär Arvidsson · Per Johansson              | 3:45,01  | Alemanha Oriental · Dirk Richter · Sigurd Hanke · Olaf Ziesche · Jörg Woithe        | 3:45,66  |

Feminino
| Evento          | Ouro                                                                             | Ouro    | Prata                                                                                       | Prata   | Bronze                                                                                     | Bronze  |
| 100 m Livre     | Caren Metschuk · Alemanha Oriental                                               | 55.74   | Birgit Meineke · Alemanha Oriental                                                          | 56.06   | Conny van Bentum · Países Baixos                                                           | 56.73   |
| 200 m Livre     | Carmela Schmidt · Alemanha Oriental                                              | 2:00.27 | Birgit Meineke · Alemanha Oriental                                                          | 2:00.57 | Conny van Bentum · Países Baixos                                                           | 2:01.15 |
| 400 m Livre     | Ines Diers · Alemanha Oriental                                                   | 4:08.58 | Carmela Schmidt · Alemanha Oriental                                                         | 4:08.71 | Jackie Willmott · Reino Unido                                                              | 4:15.23 |
| 800 m Livre     | Carmela Schmidt · Alemanha Oriental                                              | 8:32.79 | Ines Diers · Alemanha Oriental                                                              | 8:32.89 | Jackie Willmott · Reino Unido                                                              | 8:37.22 |
| 100 m Costas    | Ina Kleber · Alemanha Oriental                                                   | 1:02.81 | Cornelia Polit · Alemanha Oriental                                                          | 1:03.12 | Carmen Bunaciu · Roménia                                                                   | 1:03.34 |
| 200 m Costas    | Cornelia Polit · Alemanha Oriental                                               | 2:12.55 | Jolanda de Rover · Países Baixos                                                            | 2:15.22 | Larisa Gorchakova · União Soviética                                                        | 2:16.10 |
| 100 m Peito     | Ute Geweniger · Alemanha Oriental                                                | 1:08.60 | Susannah Brownsdon · Reino Unido                                                            | 1:11.05 | Larisa Belokon · União Soviética                                                           | 1:11.17 |
| 200 m Peito     | Ute Geweniger · Alemanha Oriental                                                | 2:32.41 | Larisa Belokon · União Soviética                                                            | 2:33.07 | Grażyna Dziedzic · Polónia                                                                 | 2:35.35 |
| 100 m Borboleta | Ute Geweniger · Alemanha Oriental                                                | 1:00.40 | Ines Geißler · Alemanha Oriental                                                            | 1:00.97 | Karin Seick · Alemanha Ocidental                                                           | 1:01.37 |
| 200 m Borboleta | Ines Geißler · Alemanha Oriental                                                 | 2:08.50 | Heike Dähne · Alemanha Oriental                                                             | 2:09.59 | Agnieszka Czopek · Polónia                                                                 | 2:13.47 |
| 200 m Medley    | Ute Geweniger · Alemanha Oriental                                                | 2:12.64 | Petra Schneider · Alemanha Oriental                                                         | 2:13.49 | Olga Klevakina · União Soviética                                                           | 2:19.10 |
| 400 m Medley    | Petra Schneider · Alemanha Oriental                                              | 4:39.30 | Ute Geweniger · Alemanha Oriental                                                           | 4:45.43 | Agnieszka Czopek · Polónia                                                                 | 4:49.75 |
| 4x100 m Livre   | Alemanha Oriental · Birgit Meineke · Caren Metschuck · Ines Diers · Susanne Link | 3:44,37 | Alemanha Ocidental · Marion Aizpors · Karin Seick · Ute Neubert · Susanne Schuster          | 3:47,42 | Países Baixos · Annemarie Verstappen · Monique Drost · Wilma van Velsen · Conny van Bentum | 3:49,65 |
| 4x100 m Medley  | Alemanha Oriental · Ina Kleber · Ute Geweniger · Ines Geißler · Caren Metschuck  | 4:09,72 | União Soviética · Larisa Gorchakova · Larisa Byelokon · Natalya Pokas · Natalya Strunnikova | 4:13,23 | Alemanha Ocidental · Ute Neubert · Andrea Schönborn · Karin Seick · Marion Aizpors         | 4:13,42 |

### Nado sincronizado
Feminino
| Evento | Ouro                                             | Ouro    | Prata                                            | Prata   | Bronze                                          | Bronze  |
| Solo   | Carolyn Wilson · Reino Unido                     | 176.017 | Alexandra Worisch · Áustria                      | 167.684 | Marijke Engelen · Países Baixos                 | 166.767 |
| Dueto  | Reino Unido · Caroline Holmyard · Carolyn Wilson | 171.417 | Países Baixos · Marijke Engelen · Catrien Eijken | 166.142 | Áustria · Eva-Maria Edinger · Alexandra Worisch | 163.201 |
| Equipe | Reino Unido                                      | 168.658 | Países Baixos                                    | 167.850 | Suíça                                           | 164.356 |

### Saltos Ornamentais
Masculino
| Evento          | Ouro                                  | Ouro   | Prata                              | Prata  | Bronze                            | Bronze |
| Trampolim 3 m   | Alexandr Portnov · União Soviética    | 665.94 | Sergei Kuzmin · União Soviética    | 641.49 | Niki Stajkovic · Áustria          | 639.72 |
| Plataforma 10 m | David Hambardzumian · União Soviética | 606.96 | Vladimir Aleinik · União Soviética | 601.92 | Dieter Waskow · Alemanha Oriental | 550.20 |

Feminino
| Evento          | Ouro                                    | Ouro   | Prata                               | Prata  | Bronze                              | Bronze |
| Trampolim 3 m   | Zhanna Tsirulnikova · União Soviética   | 499.74 | Martina Jäschke · Alemanha Oriental | 492.18 | Irina Kalinina · União Soviética    | 467.31 |
| Plataforma 10 m | Katarina Zipperling · Alemanha Oriental | 433.05 | Tatiana Beliakova · União Soviética | 403.23 | Martina Jäschke · Alemanha Oriental | 393.33 |

### Polo Aquático
| Evento    | Ouro               | Prata           | Bronze  |
| Masculino | Alemanha Ocidental | União Soviética | Hungria |

## Quadro de medalhas
| Ordem | País               | Medalha de ouro | Medalha de prata | Medalha de bronze | Total |
| ----- | ------------------ | --------------- | ---------------- | ----------------- | ----- |
| 1     | Alemanha Oriental  | 15              | 11               | 3                 | 29    |
| 2     | União Soviética    | 13              | 11               | 8                 | 32    |
| 3     | Reino Unido        | 3               | 2                | 3                 | 8     |
| 4     | Alemanha Ocidental | 2               | 2                | 4                 | 8     |
| 5     | Hungria            | 2               | 0                | 1                 | 3     |
| 6     | Suécia             | 1               | 4                | 2                 | 7     |
| 7     | Iugoslávia         | 1               | 1                | 1                 | 3     |
| 8     | Países Baixos      | 0               | 3                | 4                 | 7     |
| 9     | Polónia            | 0               | 1                | 3                 | 4     |
| 10    | Áustria            | 0               | 1                | 2                 | 3     |
| 11    | Itália             | 0               | 1                | 1                 | 2     |
| 12    | Espanha            | 0               | 0                | 1                 | 1     |
| 12    | Tchecoslováquia    | 0               | 0                | 1                 | 1     |
| 12    | França             | 0               | 0                | 1                 | 1     |
| 12    | Roménia            | 0               | 0                | 1                 | 1     |
| 12    | Suíça              | 0               | 0                | 1                 | 1     |
| Total | Total              | 37              | 37               | 37                | 111   |